# Argiope
Argiope là một chi nhện trong họ Araneidae.

## Các loài
- Argiope acuminata Franganillo, 1920
- Argiope aemula (Walckenaer, 1842)
  - Argiope aemula nigripes Thorell, 1877
- Argiope aetherea (Walckenaer, 1842)
  - Argiope aetherea annulipes Thorell, 1881
- Argiope aetheroides Yin et al., 1989
- Argiope ahngeri Spassky, 1932
- Argiope amoena L. Koch, 1878
- Argiope anasuja Thorell, 1887
- Argiope anomalopalpis Bjørn, 1997
- Argiope appensa (Walckenaer, 1842)
- Argiope argentata (Fabricius, 1775)
- Argiope aurantia Lucas, 1833
- Argiope aurocincta Pocock, 1898
- Argiope australis (Walckenaer, 1805)
- Argiope blanda O. P.-Cambridge, 1898
- Argiope boesenbergi Levi, 1983
- Argiope bougainvilla (Walckenaer, 1847)
- Argiope bruennichi (Scopoli, 1772)
  - Argiope bruennichi nigrofasciata Franganillo, 1910
- Argiope brunnescantia Strand, 1911
- Argiope buehleri Schenkel, 1944
- Argiope bullocki Rainbow, 1908
- Argiope caesarea Thorell, 1897
- Argiope caledonia Levi, 1983
- Argiope cameloides Zhu & Song, 1994
- Argiope catenulata (Doleschall, 1859)
- Argiope chloreis Thorell, 1877
- Argiope comorica Bjørn, 1997
- Argiope coquereli (Vinson, 1863)
- Argiope dietrichae Levi, 1983
- Argiope doboensis Strand, 1911
- Argiope ericae Levi, 2004
- Argiope extensa Rainbow, 1897
- Argiope flavipalpis (Lucas, 1858)
- Argiope florida Chamberlin & Ivie, 1944
- Argiope halmaherensis Strand, 1907
- Argiope intricata Simon, 1877
- Argiope jinghongensis